# Föderaler Dienst für staatliche Statistik
Der Föderale Dienst für staatliche Statistik (russisch Федеральная служба государственной статистики), auch bekannt als Rosstat, ist die staatliche Statistikbehörde von Russland mit Hauptsitz in Moskau. Ihre Hauptaufgabe ist die Ermittlung demografischer, wirtschaftlicher und sonstiger Statistiken innerhalb Russlands.
Seit 2017 ist die Behörde Teil des Ministeriums für wirtschaftliche Entwicklung der Russischen Föderation. Die Kontrolle der Behörde hat in den vergangenen Jahrzehnten mehrmals zwischen diesem Ministerium und der direkten Kontrolle durch die Regierung der Russischen Föderation gewechselt.

## Geschichte
Staatliche statistische Daten werden in Russland seit dem Jahre 1802 erhoben. 1927 entstand das Statistische Zentralamt der UdSSR.
Goskomstat (russisch: Государственный комитет по статистике) war die zentrale Behörde für Statistiken in der Sowjetunion. Goskomstat wurde 1987 gegründet, um die zentrale statistische Verwaltung zu ersetzen und gleichzeitig die gleichen Grundfunktionen bei der Erfassung, Analyse, Veröffentlichung und Verteilung staatlicher Statistiken, einschließlich Wirtschafts-, Sozial- und Bevölkerungsstatistiken, beizubehalten. Diese Umbenennung bedeutete eine formelle Herabstufung des Status der Agentur.
Goskomstat überwachten nicht nur die Erhebung und Auswertung staatlicher Statistiken, sondern waren auch für die Planung und Durchführung der Volks- und Wohnungszählungen verantwortlich. Es führte sieben solcher Volkszählungen in den Jahren 1926, 1937, 1939, 1959, 1970, 1979 und 1989 durch. Die Agentur war bekannt für die geringe Verlässlichkeit ihrer erhobenen Daten sowie starker politischer Einflussnahme.
Aus Goskomstat ging nach mehreren Umwandlungen 2004 die heutige Behörde hervor. Von März 2012 bis April 2017 unterstand die Behörde der russischen Regierung und seitdem wieder dem Ministerium für wirtschaftliche Entwicklung.
Im Sommer 2025 publizierte Rosstat keine demografischen Daten mehr.